# Ellisville (Mississippi)
Ellisville település az Amerikai Egyesült Államok Mississippi államában, Jones megyében, melynek megyeszékhelye is. Lakosainak száma 4652 fő (2020. április 1.).

## Népesség
A település népességének változása:

| 2010 | 4 448 |
| 2020 | 4 652 |